# 1 Samuel 22

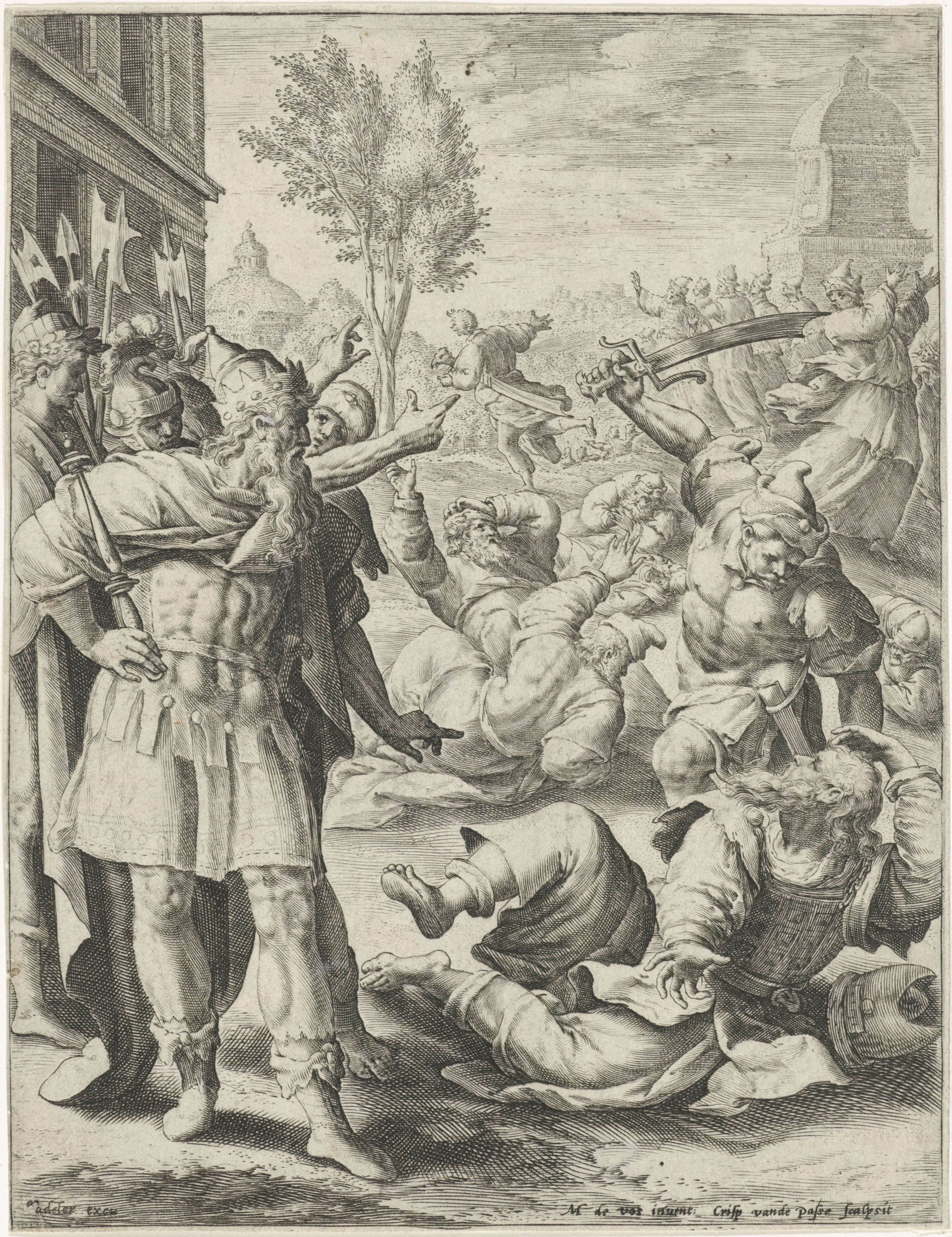
«Doeg mata a Ajimelec y a su familia», por Maerten de Vos (1591)

1 Samuel 22 es el vigesimosegundo capítulo del Primer Libro de Samuel en el Antiguo Testamento de la Biblia cristiana  o la primera parte de los Libros de Samuel en la Biblia hebrea. Según la tradición judía, el libro se atribuyó al profeta Samuel, con adiciones de los profetas Gad y Natán, pero muchos eruditos modernos lo ven como una composición de varios textos independientes de diversas épocas, desde el 630-540 a. C. aproximadamente.  Este capítulo contiene el relato de la huida de David de los repetidos intentos de Saúl de matarlo y la masacre de los sacerdotes en Nob. Esto se encuentra dentro de una sección que comprende desde 1 Samuel 16 hasta 2 Samuel 5 que registra el ascenso de David como rey de Israel.

## Texto
Este capítulo fue escrito originalmente en el idioma hebreo. Está dividido en 23 versículos.

### Testigos textuales
Algunos manuscritos antiguos que contienen el texto de este capítulo en hebreo son de la tradición del Texto Masorético, que incluye el Códice de Jerusalén (895), el Códice de Alepo (siglo X) y el Códice de Leningrado (1008). Se encontraron fragmentos que contienen partes de este capítulo en hebreo entre los Rollos del Mar Muerto, incluido el 4Q51 (4QSama; 100-50 a. C.) con los versículos 3-4, 9-10 y 12 existentes.
Entre los manuscritos antiguos existentes de una traducción al griego koiné conocida como la Septuaginta (originalmente realizada en los últimos siglos a. C.) se encuentran el Códice Vaticano (B; {\displaystyle \ ara{G}}B; siglo IV) y el Códice Alejandrino (A; {\displaystyle \ ara{G}}A; siglo V).

## Lugares
- Ádullam
- Guibeá
- Heret
- Mispá o Mispé en Moab
- Nob
- Ramá

## David en Adulam y Moab (22:1-5)
David era ahora un proscrito (continuó a lo largo de los capítulos 26) y se escondió en Adulam, donde se le unieron su familia y «todos los que estaban privados y amargados», por lo que se convirtió en líder de un grupo de «descontentos».

### Versículos 1-2
1 David, por tanto, partió de allí y escapó a la cueva de Adulam. Cuando sus hermanos y toda la casa de su padre se enteraron, fueron a buscarlo. 2 Y todos los que estaban en apuros, todos los que estaban endeudados y todos los que estaban descontentos se reunieron con él. Así que se convirtió en su capitán. Y había unos cuatrocientos hombres con él». 

- «Adulam»: era una «cueva» (según el Texto Masorético), que también funcionaba como «fortaleza» (según la Septuaginta; cf. versículo 4), situada al suroeste de Jerusalén en la Shephelah.[15] La condición geográfica del desierto alrededor de Adulam en Judá había sido durante mucho tiempo un escondite de fugitivos.[17]

### Versículos 3-4
3Después David se fue de allí a Mizpa de Moab; y dijo al rey de Moab: «Por favor, deja que mi padre y mi madre vengan aquí contigo, hasta que sepa lo que Dios hará por mí». 4Así que los llevó ante el rey de Moab, y vivieron con él todo el tiempo que David estuvo en la fortaleza».

Debido a la incertidumbre de su vida como forajido y a cómo afectaría a su familia, David buscó asilo para sus padres en Moab, por algunas razones: sus conexiones ancestrales con Moab a través de Rut (Rut 4:17–Rut 4:18–22), y el probable apoyo de un enemigo de Saúl, que había derrotado a Moab en batalla (1 Samuel 14:47). Esta acción resultó ser correcta porque Saúl desconfiaba mucho de cualquier conspiración y mataba a cualquiera que sospechara que lo hacía, incluidas sus familias (versículos 8, 13).

### Versículo 5
Entonces el profeta Gad dijo a David: «No te quedes en el castillo; vete a la tierra de Judá». Así que David se fue y entró en el bosque de Hereth. 

- Gad: más tarde se convirtió en profeta de la corte (2 Samuel 24:11-19).[15]
- «Hereth» (KJV: «Hareth»): es una zona boscosa de Judá, que se supone que está en la frontera de la llanura filistea, en la parte sur de Judá.[21]

## Masacre de los sacerdotes de Nob (22:6–23)
La secuela de la visita de David a Nob comienza con Saúl sentado en consejo en Gabaa (cf. 14:2) acusando a los miembros de su propia tribu («vosotros, benjaminitas») de conspiración y de no revelarle el pacto entre David y Jonatán (versículo 8); por lo tanto, se aisló inmediatamente de su propio clan.  Doeg el edomita, el «jefe de los pastores» en 1 Samuel 21:7, ahora tenía el título de «encargado de los siervos de Saúl» (KJV: «encargado de los siervos de Saúl»), informó de la ayuda de Ahimelec a David dándole pan y la espada de Goliat. Ahimelec, que fue llamado a comparecer ante Saúl, protestó de su inocencia alegando que solo trataba a David como el obediente sirviente y yerno de Saúl, sin saber que había cambiado su estatus. Pase lo que pase, Saúl ordenó a sus siervos que mataran a los sacerdotes, pero se negaron a obedecer, así que Saúl ordenó a Doeg, que siendo edomita se atrevió a ejecutar a todo el sacerdocio de Nob y a vengarse de toda la ciudad (Versículo 19). Un sacerdote, Abiatar, hijo de Ahimelec, hijo de Ahitob, escapó y se unió a David, cumpliendo así la profecía de 2:27-36, y asegurando a David el servicio de un sacerdote con efod (incluyendo «Urim y Tumim»; cf. 1 Samuel 23:9-12 ). El sacerdote Abiatar permaneció con él como sumo sacerdote hasta que finalmente fue desterrado por Salomón (1 Reyes 2:26-27). Al final, esta narrativa contrasta a Saúl, cuyo acto de represalia le había hecho perder el servicio de un sacerdocio, y a David, que tenía acceso a YHWH a través del único sacerdote que quedaba.

### Versículos 9-10
9Entonces respondió Doeg el edomita, que estaba al frente de los siervos de Saúl, y dijo: «Yo vi al hijo de Isaí yendo a Nob, a Ahimélec hijo de Ahitob. 10 Y él consultó al Señor por él, le dio provisiones y le dio la espada de Goliat el filisteo. 

La referencia a Doeg el edomita en 1 Samuel 21:7 cobra sentido en esta parte de la narración, lo que puede contribuir a la antigua animosidad entre Israel y Edom (Génesis 25:25, 30; Números 20:1-21; Jueces 3:7-11).

### Comentarios sobre Samuel
- Auld, Graeme (2003). «1 & 2 Samuel».  En James D. G. Dunn and John William Rogerson, ed. Eerdmans Commentary on the Bible. Eerdmans. ISBN 9780802837110.
- Bergen, David T. (1996). 1, 2 Samuel. B&H Publishing Group. ISBN 9780805401073.
- Gordon, Robert P. (1999). I & II Samuel, A Commentary. Zondervan. ISBN 978-0310230229.
- Hertzberg, Hans Wilhelm (1964). I & II Samuel, A Commentary (trans. from German 2nd edition 1960 edición). Westminster John Knox Press. p. 19. ISBN 978-0664223182.

### General
- Tsumura, David Toshio (2007). The First Book of Samuel. Eerdmans. ISBN 9780802823595.
- Breytenbach, Andries (2000). «Who Is Behind The Samuel Narrative?».  En Johannes Cornelis de Moor and H.F. Van Rooy, ed. Past, Present, Future: the Deuteronomistic History and the Prophets. Brill. ISBN 9789004118713.
- Coogan, Michael David (2007).  Coogan, Michael David; Brettler, Marc Zvi; Newsom, Carol Ann et al., eds. The New Oxford Annotated Bible with the Apocryphal/Deuterocanonical Books: New Revised Standard Version, Issue 48 (Augmented 3rd edición). Oxford University Press. ISBN 978-0195288810.
- Fitzmyer, Joseph A. (2008). A Guide to the Dead Sea Scrolls and Related Literature. Grand Rapids, MI: William B. Eerdmans Publishing Company. ISBN 9780802862419.
- Halley, Henry H. (1965). Halley's Bible Handbook: an abbreviated Bible commentary (24th (revised) edición). Zondervan Publishing House. ISBN 0-310-25720-4. (requiere registro).
- Hayes, Christine (2015). Introduction to the Bible. Yale University Press. ISBN 978-0300188271.
- Jones, Gwilym H. (2007). «12. 1 and 2 Samuel».  En Barton, John; Muddiman, John, eds. The Oxford Bible Commentary (first (paperback) edición). Oxford University Press. pp. 196-232. ISBN 978-0199277186. Consultado el 6 de febrero de 2019.
- Klein, R.W. (2003). «Samuel, books of».  En Bromiley, Geoffrey W, ed. The International Standard Bible Encyclopedia. Eerdmans. ISBN 9780802837844.
- Knight, Douglas A (1995). «Chapter 4 Deuteronomy and the Deuteronomists».  En James Luther Mays, David L. Petersen and Kent Harold Richards, ed. Old Testament Interpretation. T&T Clark. p. 62. ISBN 9780567292896.
- Ulrich, Eugene, ed. (2010). The Biblical Qumran Scrolls: Transcriptions and Textual Variants. Brill.
- Würthwein, Ernst (1995). The Text of the Old Testament. Grand Rapids, MI: Wm. B. Eerdmans. ISBN 0-8028-0788-7. Consultado el 26 de enero de 2019.

- Datos: Q12470183